# 薩馬卡薩山
15°25′09″S 72°06′22″W / 15.41917°S 72.10611°W

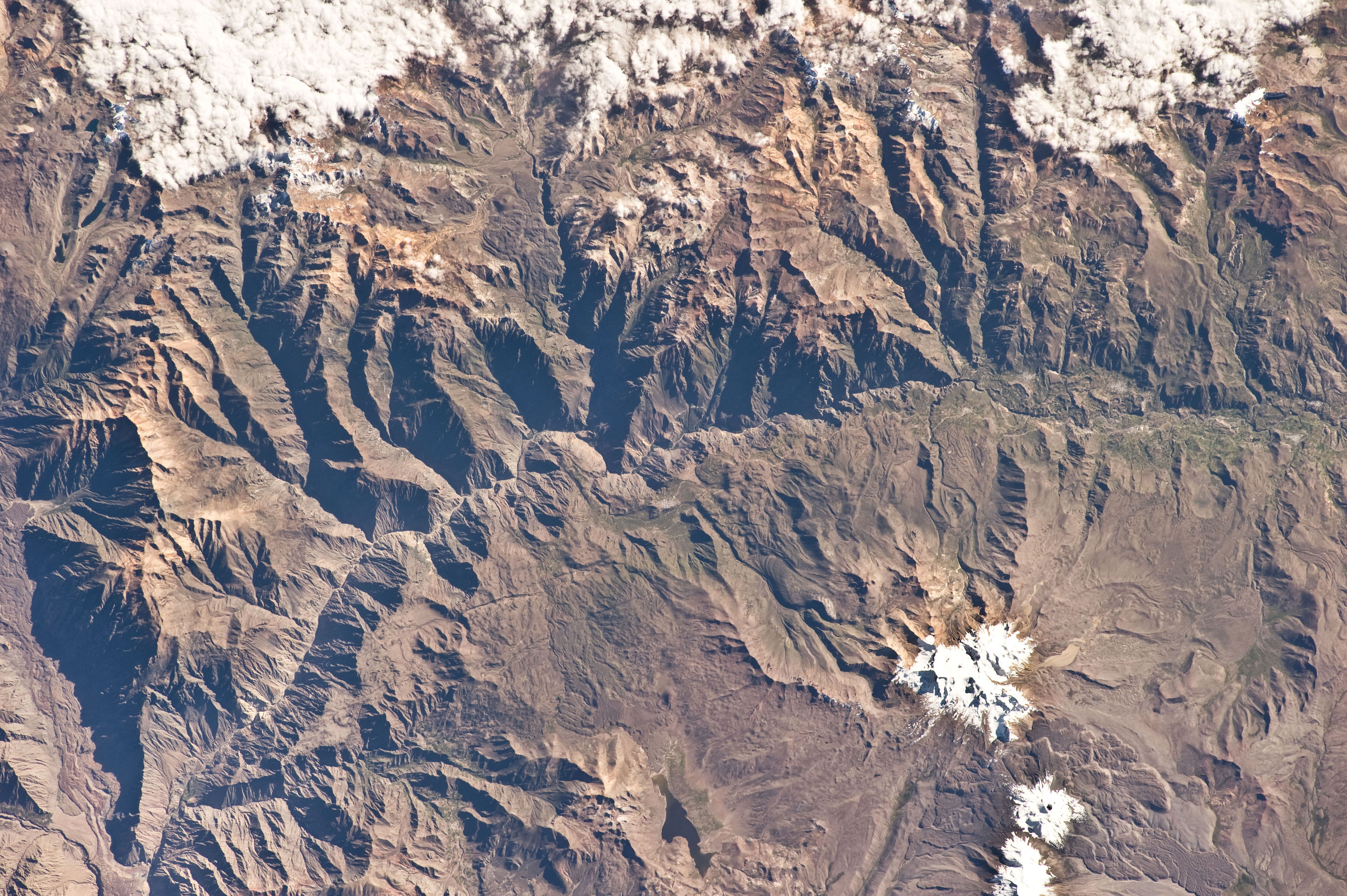

薩馬卡薩山（Samacasa），是秘魯的山峰，位於該國南部阿雷基帕大區，由卡斯蒂利亞省的查查斯區負責管轄，屬於奇拉山脈的一部分，海拔高度5,200米。